# نيكون دي 50
نيكون دي 50 (بالإنجليزية: Nikon D50)‏ كاميرا احترافية من إنتاج شركة نيكون 6.1 ميجا بيكسل وقد طرحت في السوق في نوفمبر 2006